# 奇幻魔法Melody角色列表
此表列出《奇幻魔法Melody》動畫中出現的角色。

## 主要角色
- Melody（配音：日本→佐久間玲；香港→林雅婷→梁少霞；台灣→謝佼娟）

本動畫的主角。原本居住在馬里蘭樂園的居民，但被皇室誤會她幫助酷洛米逃獄，所以要她阻止酷洛米破壞擁有美麗夢想的人。性格天真無邪，一直被酷洛米視為仇人，但天真的她卻把酷洛米當作好友，具有旋律指揮棒。很喜歡做家務和做料理，經常幫助夢野歌一家煮飯和打掃房間。很善良。不過疑似有天然黑，雖然很天真無心機，但自己無意或沒有惡意的行為卻會害到酷洛米。被拉扯耳朵時會馬上暈倒。
- 夢野歌（配音：日本→片岡梓；香港→林元春；台灣→郭馨雅）

住在夢之丘的國中二年級女孩，在第一季時認識了美樂蒂，然後大家成為了好朋友，性格活潑、有時對陌生的事物亦會感到害羞，尤其是柊惠一。並時常與美樂蒂一起收集粉紅音符。
在第二季第四十一集小暮向她表白，最後終於明白自己的心意，原來自己一直喜歡小暮。第二季最後一集答覆小暮的告白（以接吻方式），與小暮驅成為戀人，自此小歌稱呼他做「小驅」。
在第四季最終回片尾有客串登場。
性格
相當有精神的人、被姐姐批評是「睡相差又遲鈍、只有在吃的方面特別行」。睡相之差還曾打昏過美樂蒂。在因為魔法而變成男生時能知道其實內在也存有男孩子的性格。
由於喜歡帥哥、還把和巴庫定約送來的報紙改成由帥哥推銷的報紙。對他人的戀愛相當在意，但卻也有不知道小暮和小潤對自己有好感的遲鈍處。
打扮等
整理頭髮要三十分。另外為了豐胸會在早上喝牛奶（不過似乎沒什麼成果）。
才能等
不擅長畫畫。在音樂部拉小提琴，但也是不太行。不過很會唱歌、喜歡唱充滿母親回憶的「幸福的羽翼」並且用這首歌來幫美樂蒂的指揮棒充電（但在『轉轉旋律魔法牌』變成用『夢想!夢想!夢想!』來充）。受到爸爸平常的冷笑話影響、所以也會講一些。雖然料理也很差，但會幫小暮作。給吃掉、而評說「好吃」所以似乎也提升了自己的實力。
和美樂蒂的關係
透過虹色絲線的連繫而讓他們成為夢想的搭檔。為了不要因為輸了而失去夢想，所以組成「夢想防衛少女」。在第三季『すっきり』中，小歌成為出來幫忙的角色。
和柊惠一的關係
因為仰慕柊惠一，所以在和惠一開始接近以及約會過而變得更加親密。在惠一輸了優勝而回來時，小歌也前來安慰他、在知道惠一的內心想法後而鼓起勇氣向他告白，但後來被已經變了惠一告訴他在欺騙小歌而大受打擊。之後被小奏的話所激勵，於是打算救出惠一。在惠一被解除黑暗力量的束縛時，被他說「有妳這樣的妹妹就好了」而失戀。而惠一的心情就像他的話一樣，會把大佛和玫瑰花束送給所謂的「妹妹」小歌。後來因為惠一說的「作為妹妹，我來幫你了」而讓她打消了告白的主意。
解開黑暗力量的束縛
因為惠一演奏黑暗力量曲子的關係，感到悲傷的小歌因此前往塔裡並且救了酷洛米，但在看到酷洛米的醜態後、反而恨酷洛米把惠一變成這樣。在接近塔頂時、事態開始惡化。於是小歌為了知道惠一的內心，而要求被施上惡夢魔法，想要讓惠一回復原狀。由於也知道酷洛米喜歡惠一、所以和她一起開啟夢想之門而進入惠一的夢想世界。而惠一所丟棄的夢想在聽到小歌的聲音後被打開，裡面因為充滿了對小歌和酷洛米的回憶而讓惠一的內心再次感到溫暖。然後小歌她們也被人型酷洛米給帶回原來世界並且因為幫助惠一回復正常而終於出現第一百個粉紅音符。
和小暮的關係
從小學時就一直戲弄小歌而被討厭，但其實也數次表達出自己的好意和行動力。不過在周遭的人看起來就像是因為吃醋而吵架。在潛入柊家調查後，而說出惠一和酷洛米合作的事情，但因為沒有證據而被當作是因為嫉妒而說的壞話。然後在向惠一告白後，對於說出這件事的小暮，覺得他對惠一太過失禮而說出要與她絕交，但在小歌了解整個真相後而向小暮道歉並且重新和他復合。也因為這樣而讓小歌對小暮的印象改變成「朋友（幫助關係）」。
在小潤穿著公雞裝向她說出「結婚吧」的告白後，因為小歌覺得像是玩笑而拒絕，但反而惹惱小暮，讓他說出「就算不想回答有關結婚的事，但對於這麼努力的小潤說出不是玩笑而是認真喜歡小歌的事情，為什麼妳就是不了解呢」，這句話同時也是回答出小暮不能好好傳達自己感情而讓小歌無法了解自己的心情。也因為這個契機，讓小歌為了要不要去看小暮參加的田徑賽而感到苦惱。
在田徑賽後，小暮向小歌說出「喜歡夢野」的告白。也讓至今尚未注意到的小歌，因為美紀和真菜說小暮一直在守護著小歌的話，而讓小歌化解對小暮的誤解。但因為此時受到小潤被黑暗力量的影響，兩個人因此決定要先讓小潤回復原狀。在騷動過後，小歌將小暮叫來自己的房間並且以接吻來回應他的告白、讓彼此的關係變成戀人。叫法也從「小暮」變成「驅」。
和柊潤的關係
由於被恰巧路過的小歌給的手帕所安慰、而把它當作愛的訊息並且因此愛上小歌。所以每次見到小歌都會向她告白，但都被小歌當作是開玩笑而認真拒絕他。在小潤對她說出「結婚吧」的告白後，因為不曉得背後小潤的努力，所以讓小歌把小潤的告白當作是像在學校一樣的玩笑。
- 小暮驅（配音：日本→澤城美雪；香港→雷碧娜→黃玉娟→雷碧娜；台灣→劉凱寧）

是小歌的同班的同學。雖然平日愛和小歌鬥嘴，但其實是很喜歡小歌的。他是學校裏的田徑隊隊員，跑步很快；在第二季第四十一集陸上大賽得到優勝（成績為10秒8）後向小歌表白，於第二季最後一集小歌答覆告白（接吻）成為戀人，自此小歌稱呼他做「小驅」，可是小驅似乎不敢稱呼小歌為「小歌」，到第三季最後一集亦稱呼小歌為「夢野」，而二人因此在第一次約會（第三部第7集）而吵起來，不過到最後小驅還是小聲地說了一聲「小歌」。另外，在第三部第四十五話（情人節）收到小歌的巧克力後有稱呼小歌為「小歌」，亦吻了小歌的臉頰。
在第三季出場次數已遠遠超過美紀和真菜。
在第四季最終回片尾有客串登場。
性格等
個性調皮、而且不喜歡認輸。不過在發覺自己喜歡小歌後，雖然還是有不認輸的地方和喜歡逗人的行動，但次數卻逐步減少。雖然不擅長要在別人面前做事，不過後來改變態度兒去演戲。性格害羞，但能察覺自己的笨拙（在最後對付黑暗精靈時，發射出『對不起遲鈍光線』，威力也相當強）。因此在和小歌在一起並且被她猛烈攻擊時，常常會臉紅起來，而且一直無法坦率。另外不知為何很得動物的心(像是狼犬和鱷魚等)。自稱擅於玩耍，因此也不擅長数学・英語・裁縫(不過比小歌好)。
和弗蘭多的相遇
在下課時遇到牠。以前曾以為弗蘭多會使用魔法並且把牠的行李當作是能使用魔法的道具、後來將弗蘭多一起帶回家裡住並且讓牠當自己的軍師。
追蹤陰謀
由於和弗蘭多常一起遇到魔法騷動。於是兩人在看到酷洛米和巴庫跑到柊家後，懷疑酷洛米和惠一有關係而侵入到柊家去加以調查。但被柊家警備隊所追而跑到宅中、並且告訴小歌，他們之間的關係，但被小歌以為他在中傷惠一而與她絕交。之後、在小歌知道真相後才和他復合。
和夢野歌的關係
雖然喜歡戲弄小歌，但其實是想要讓小歌注意他。所以他的態度常被周遭的人(特別是真奈、美紀和弗蘭多等人)用來加以戲弄。對於小歌喜歡惠一，相當嫉妒、因此都叫他「裝模作樣的小提琴手」。但是喜歡小歌的關係，常有以守護小歌為優先的場景，還說出「我不想讓她留下悲傷的回憶」。他在島上還和小歌一起看到傳說的流星。
對於小歌的行動被周遭的人認為是喜歡她，不過本人卻沒自覺。在班上女生變男生的魔法騷動過後，而終於在弗蘭多和真菜的勸導下說出「喜歡女生的小歌」，也是第一次開始發覺這個事情。但因為無法下定決心，常無法順利告白。因此本人雖然有察覺到但一直保持著消極的態度。
在小歌的生日會上，看到柊家兄弟所送的禮物後、因為「如果能在柊家兄弟面前，向小歌告白就好了」的心情而出現夢想的味道，所以被酷洛米注意到（那時被酷洛米把他的名字給弄錯，於是最後被酷洛米和巴庫叫他『軟腳暮』。因為不想用惡夢力量告白，於是說出要用「自己的力量告白」，還因此被弗蘭多和真菜所稱讚。
小歌在生日會前看了以前的相簿而想到以前的事後，對參與的小暮說出討厭他的話。結果在生日會途中，因為惡夢魔法讓小歌變成小學時的模樣，小暮也在那時得知以前常對小歌惡作劇的事，而明白為何被討厭。在小歌回復原狀後，將禮物送給她並且為以前的事而道歉。
在知道離家出走的小潤住在小歌家時、被真菜在旁煽動說「男女同在一個屋簷下時可是會出事喔」。
在贏得田徑大賽後向小歌告白、之後因為小潤被黑暗力量所影響，於是決定先一起解決這件事情。因此兩人之間的關係就先暫時保留下來，而在全部事情解決後，被小歌帶去她的房間中並且以吻他作為她的回應，讓這段愛情終於開花結果。這時小歌開始叫他「驅」，小暮則是和以前一樣叫她「夢野」。在小暮第一次邀小歌去約會時，被小歌說出「私對於小驅，不會再說『小暮』，而是要叫『小驅』了」「所以小驅，我想要你叫我『小歌』」，但不久又吵了起來，最後則是小暮紅著臉叫她「小歌」。但是卻被本人說「已經不行，無法再說出來了」，而又叫她「夢野」。但是在情人節被她送巧克力時，還是叫她「小歌」，而且順便親了她的臉頰。
保護小歌和危險的嘴唇
在魔法騷動時，常能見到他在保護小歌。小歌失戀時也常為陪在她身旁表現出溫柔的一面。在小歌知道惠一的陰謀，小暮為了防止惠一親小歌而讓她與美樂蒂的彩虹絲線被切斷，於是代替小歌對惠一獻出他的初吻而守護住了小歌。然後同樣的，在小潤被黑暗力量控制而想要親小歌時，又被他再次陷上一吻而守護住小歌(被他本人覺得自己的嘴巴很危險)。然後在巴庫想要親小歌時，被美樂蒂召換而跑去親了巴庫。另外也和雅彦接吻過。
和柊潤的關係
因為兩人都討厭惠一而成為好友，小潤後來在校外教學過後在同學面前向小歌告白。讓他對小潤有了敵意並且對他有所戒心。但後來經過一些事情以後，讓他開始認同小潤而加深友誼，讓他能在小潤面前號不隱瞞地說出對小歌的感情並且讓他對小潤以「好友」來稱呼他。
因為小暮知道小潤為了讓小歌認同而相當努力，所以對於小歌把小潤的告白看成玩笑而拒絕，讓他對於小歌不了解小潤的真心相當生氣，所以特地為他說話。但也因為小暮的生氣，讓小歌對於「要不要去幫小暮的比賽加油」而苦惱。
因為和自己的戀愛觀不同，所以對於小潤表現輕浮地向小歌告白表示出自己的不快。但隨著時間經過，而終於能夠了解小潤。與小潤的積極相比，常被弗蘭多指責他太過消極，自己也對這方面相當在意。於是和小潤約定「如果我能完成一件事情，我也會告白」，所以因此也能看到他在校園中專心練習賽跑。
和夢野雅彦的關係
由於被雅彦認為他開始接近小歌，而對他有所警戒。
- 櫻塚美紀（配音：日本→小清水亞美；香港→鄭麗麗；台灣→劉凱寧）

小歌的好友兼同學，屬於音樂部，十分喜愛文學，亦曾試過為柊學長和小歌作詩。致力和小歌、美樂蒂一起收集粉紅音符。因為有親戚嫁到神社中，所以在新年時，有當巫女來幫忙。
性格等
有著與小歌一起聊戀愛的話題、作詩等屬於少女的興趣。不過因為這種興趣常被真菜吐嘈，所作的詩常讓小歌有點不知所措。也有多次被魔法卷入等難堪的場面。
興趣・特技
興趣・特技喜歡唸詩。在「詩歌筆記本」中會寫著自己創作的詩則是受到雙親的影響。能夠了解的人只有皮亞諾、平等院、潤。但一般人則是很難理解她的詩，所以常讓真菜和巴庫叫她不要念了、而也且被酷洛米叫作是「前後不符女」。惠一也被她的詩搞到昏倒過。但無論在什麼狀況都會作詩。這個才能也讓她能應用在導演戲劇上面。喜歡少女漫畫，特別是遠野所話的「Lovely Momochan」。在夢之丘報紙主辦的交通安全強化月間詩歌新人獎評審會上、以去年冠軍的資格而當上評審。因為才能，所以被弗蘭多推薦擔任替粉紅音符譜上歌詞的重要角色。對手則是皮亞諾。有跳舞的才能，也有只靠想像就能畫出惠一一的臉的特技。在詩歌筆記本不見時，大受打擊而快速老化成木乃伊狀態。但在找到後又回復生機。因此被美樂蒂認為「人類的女孩子、在詩歌筆記本消失時會變成老奶奶呢」。
在皮亞諾一段時期不在時、把柿崎當作她的對手，後來皮亞諾回來，又再次把她當作第一號對手。
憧憬柊惠一
喜歡惠一，曾被他邀請到家中，讓小歌以為「只邀請美紀」，之後美紀被施上魔法而造成騷動。騷動過後，小歌被美紀告告訴說惠一有邀請他們兩人，而化解兩人間的誤會。但在見到小歌如此喜歡惠一後，而自動放棄，然後幫小歌製造機會，自己則是去尋找合得來的人。
低潮期
被付與填詞的重要工作，但因為想到打倒自己憧憬的惠一，感到難過而寫不出來。平等院為了拯救美紀，被酷洛米施上魔法而變身並對美紀使用魔法，而讓她陷入和惠一的幻想之中。但因為美紀決心要將惠一從黑暗力量中拯救出來、因此得以突破幻想，並且以此為原動力而取回「令人心跳的浪漫」，然後和皮亞諾組成W詩歌組合讓平等院回復原狀。
夢想力量歌詞完成
在黑暗力量侵略世界之時、美紀終於完成歌詞，並讓歌詞和粉紅音符所組成的五線譜互相呼應而發揮了夢想力量。
初次約會
和小潤有初次的約會。但美紀的雙親很在意約會對象、所以躲在旁邊看著他們。因為發現小潤能夠理解他們的詩、所以很歡迎他來到家裡玩。
- 藤崎真菜（配音：日本→杉本優；香港→陳凱婷→黃玉娟→陳凱婷；台灣→李明幸）

小歌的好友兼同學，運動萬能型女生。舉動相當男性化。家裡養了一隻青蛙名叫小次郎，最討厭類似美樂蒂之類的可愛東西，認為人應該不要太過裝可愛，要自然美才行。由於頭髮是紅色，因此被可羅米稱為「紅蘿蔔頭」。
講著一口關西腔，上學時也穿著運動褲，另外長的比小暮還高。
性格等
性格豪爽。不擅長應付美樂蒂、也有小歌生病時跑去探病等重義氣的行為。在因為酷洛米的魔法而讓人類變成花時，自己變成"竹子"。喜歡自然美，還會將公園裡的毛毛蟲帶回去養。有一隻青蛙「小次郎」作為寵物（声：木内秀信）而且受到真菜影響，所以也擅於格鬥。因為男性化的性格、所以會受到變身成帥哥的魔法影響。有被學妹和美樂蒂送過巧克力。被母親說過「希望她多一點女孩子氣」。
戀愛
一直用朋友身份嘲笑小歌和小暮。似乎沒有喜歡的人。不過曾和被魔法變成人的小次郎配成一對戀人。
關西人
對於怪事會加以吐嘈。擅長注入氣勢來作文字燒。另外也是以阪神老虎為原型的「大阪老虎」的球迷。
喜歡運動
不但會和男生踢足球也會幫助田徑部的人、喜歡能動到身體的運動、還擔任小學生的指導老師。喜歡看格鬥節目和體育新聞，也會幫忙去替足球隊加油、也喜歡看動作電影。
鍛鍊身體的理由
由於小時候的夢想、而希望像泰山一樣強。也能夠認出別人的流派。擅於判斷狀況、但有過被捲入魔法之中，使得運動性降低的情況。常把酷洛米和巴庫踢飛出去，不過一直贏不了學過合氣道的惠一。
肌肉迷
能從體格判斷肌肉的發達狀況。理想男性是「鼻中隔下制筋發達而且有鍛鍊出三角筋和上腕三頭筋的人」。
不擅長應付可愛的事物
對於小歌和美紀的話題沒有興趣。有過被表妹的像山一樣多的布娃娃壓到而得到心理創傷的過去，所以身體對於可愛事物會自動閃開，即使要移動也會拿棒子來移。對於要戴美樂蒂頭套來避開黑魔法，相當排斥。常會被美樂蒂不會看場合而說的話所激怒，平常不會碰美樂蒂，但有時會和小暮抓著牠的頭和耳朵加以拉長來吐嘈。不喜歡可愛的衣服，在被魔法變成哥德蘿莉時吃驚到差點暈倒。另外也不喜歡穿裙子。
- 柊惠一（配音：日本→置鮎龍太郎、中川里江（少年時代）；香港→李致林、蔡惠萍（少年）；台灣→李世揚）

由於與酷洛米相遇，加上對黑暗曲子有興趣，所以和酷洛米致力收集黑色音符，破壞別人的夢想。小暮曾批評他為「一個裝模作樣的小提琴家」。
在第二部，因在第一部時做了壞事而被馬里蘭法庭判處接受「兔耳之刑」，當美樂蒂以旋律指揮捧召喚他時，要變成兔耳假面協助美樂蒂。不過柊惠一對變身為兔耳假面非常反感。
第二季中最後一集和潤離開日本，他的出場次數於第三季一開始已逐漸減少。
在第四季最終回片尾有客串登場。
性格・才能等
相貌俊美瀟灑，善於以英俊相貌來迷惑女孩子。
性格不和善而且討厭束縛。學習合氣道且沒有缺點、有著高度的感性因此美紀超越審美觀的詩會他昏倒。
柊家企業的孫子
因為有管家賽巴斯強打理一切，所以對於世間的事情可說是一竅不通。
屈指可數的年輕小提琴手
能熟練地拉出『流浪者之歌』，在各地也是到處拿到優勝。因此讓永代橋看到他的才能，被他說是擁有絕對音感而能夠瞬間成長的「天才」。作為音樂部學長時，會經常指導部員。因為沒要拉的曲子，所以想把小提琴給丟掉，後來把自己的小提琴暫時交給小歌。
失去夢想
由於有充足的環境和優秀的才能，讓他不僅失去人際關係也失去想追求的音樂而失去夢想，在從發表會回來時，想把小提琴丟掉。但在和酷洛米見面後，因為聽到只要拉小提琴給旋律棒力量就能聽到隱藏的曲子而產生興趣，於是幫助酷洛米、以完成曲子。
對於夢野歌的存在
因為美樂蒂的礙事而無法收集到音符，於是為了奪走指揮棒而以小歌為目標。利用小歌喜歡他的這點，邀她出來約會來製造機會，但還是被酷洛米搞砸。因為在學校時常和她接觸，於是在無意識中把小歌記在心裡，給他的感情帶來影響（心中則是留著小歌奇怪的樣子和穿泳裝的樣子）。由於被黑暗力量告訴他曲子的音色變好，發現對小歌的興趣會影響自己的音色而切掉和小歌的連繫，並且把對小歌的回憶丟到夢想的垃圾袋中。在小歌進入他的世界而且打開後，讓他的回憶終於回來。在巴庫受茄子神的幫助下，讓小歌因為魔法而巨大化、瘋狂化，因此在他變成兔耳假面而與她對決時，想到「不能傷害她」而無法對她攻擊。在從黑暗力量的束縛中解脫後，對小歌說「有妳這樣的妹妹就好了」，而在小歌的生日派對上，惠一也是保持這樣的心情，並且把大佛和自己的薔薇送給她當禮物，花束上還留著「給妹妹」的留言。後來在發現夢想時，才察覺到對她「不是對於妹妹」的感情，而對小歌萌生愛意。但在他想要對小歌告白時，被她說出「會以妹妹的身分幫你加油」，而讓他嘗到被甩的感覺。
和酷洛米與巴庫的關係
在讓他們收集音符時，雖然對於酷洛米老是失敗而會感到著急，但也會有體貼他們的時候。又因為巴庫對於曲子的完成不可或缺而一直忍耐他。在小暮和弗蘭多看到酷洛米進出柊家時而發現他們兩人在四周到處行動，加上惠一的同學野田的證言才讓小歌明白惠一和他們的關係。但在受到黑暗力量影響後，而對兩人非常冷淡。在兩人再次逃回到人間後，還是和以前一樣對於他們兩人不理不采。然後只有自己不知道酷洛美是酷洛米的事情，在以惠一的身分和她跳舞時並不確定他有沒有注意到，但在變成兔耳假面參加扮裝派對時，和酷洛美一起跳舞，完全地聽完酷洛美對惠一是「最差勁的男人」的牢騷，而才想到「生日應該是自己能夠注意且確認的日子」後，以心血來潮的理由來幫酷洛米舉辦生日派對並且穿著正式服裝和她一起跳舞，而讓酷洛米相當高興。對於酷洛米的感情還沒有確定時（之前是因為要利用他才吻她、還把她的情人節巧克力丟掉）就去留學，之後和酷洛美再遇時，請她當自己的女友，可見他的內心其實對酷洛美的記憶還相當強烈。
對於魔法的強烈感覺
對於魔法有相當敏銳的感覺，因為不忘受到被施上魔法的屈辱感覺，而注意到隨著精神的加強能夠不被施上魔法，因此想出「由於討厭的回憶能加強精神力」的對策，讓黑暗力量無法附身在惠一身上，但因為有想要掌握自己拉不出來的曲子的弱點，而讓他最終服從於黑暗力量手下。因為感覺特別優異，讓他不用魔法就能看到音符。但後面還是有藉著酷洛米的魔法取回失去的兔耳假面力量，而讓小潤回復原狀。
被黑暗力量的曲子所吸引
因為能看見音符、所以被不完全的黑暗力量曲子所吸引。在拉旋律小提琴時，由於黑暗力量的影響而會讓自己的頭髮變黑、眼睛變得銳利並且穿著黑色大衣，使自己的外觀有明顯的改變。在學校幫旋律棒充電時，因為對小歌直接出手，讓他是幕後黑手的事情曝光而使他的行動變得直接又短促。
從黑暗力量的束縛中解脫
在電波塔上空完成黑暗力量的曲子、於是在電波塔上開始彈奏，引起各地的騷動，小歌想要說服他也不可行。於是小歌利用惡夢魔法打開了他內心中充滿對小歌的溫暖回憶的夢想垃圾袋，讓他困在曲子和記憶激烈糾纏中，後來想到由小歌賜給他新的希望的「去發現下一個夢想吧」的話、回復正常，打算藉由小歌的幫忙脫離黑暗力量控制。但是因為產生空檔，讓他對魔法的抵抗力降低，於是被黑暗力量支配全身，使他原本抓住小歌的手因此鬆開。
英雄「兔耳假面」
在脫離黑暗力量控制後、因為被追究將讓世界陷入危機之罪，而差點受到「巴庫之刑」，但因為王妃的「惠一必須要找自己的夢想」的話而改受到「兔耳之刑」。相當痛恨擔任兔耳假面，但為了回復原狀而被迫接受，可說是史上少見、情緒很低落的英雄，不過自己還是接受被小歌憧憬的事實。知道他的真面目的人，只有賽巴斯強和馬里蘭的居民們。討厭變身，但拒絕的話會發動「巴庫之刑」，所以不得已而變身。為了想要逃過變身於是跑去國外，但還是會受到魔法的影響，最後無法成功。
不好的兄弟感情
對於過去一直纏繞著自己的潤相當不開心。在弟弟從英國回來後，討厭到不但對他很冷淡而且連他聲音都不想聽到。因為潤對於英國當地的學校生活不能適應，於是對弟弟留下「退學生」的印象。再次引起騷動後，很早就注意到酷洛米和潤的關係以及潤幫旋律棒充電的事情，不過因為想到「這個沒有才能的傢伙是不可能被黑暗力量選上的」，讓他沒有到達確定的程度。在缺乏注意的情況下，讓小潤在選秀會後依然繼續練習，然後在聽到他的練習後，說出「從噪音便成雜音」的話來肯定他。小時候在潤感冒時，因為母親和賽巴斯坦不在，而一個人在房間內痛苦，於是看到弟弟的樣子後，在他身旁拉了小提琴讓他能安心入睡。之後這首曲子成為小時候的潤一直哼的歌，且被他加以美化。但因為惠一一直想不起來，成為潤重拾所丟掉的旋律吉他的原因。後來小歌拜託他和潤和解，自己則是談到潤所說的事情，而說出「選擇朋友」的話。讓他總算想了起來，於是拿起了旋律吉他彈出了小潤回憶中的曲子，將潤從黑暗力量中解脫出來，也因為看到夢想而和他和解。
- 柊潤（配音：日本→五十畑迅人；香港→張裕東、鄭麗麗（童年）；台灣→謝佼娟）

柊惠一的弟弟，於第一季最終回片尾出場，是小歌的同班同學。與哥哥不同，他喜歡彈奏電吉他。與小暮一樣都喜歡小歌，但二人卻很投契，成為好朋友。他為旋律鑰匙充電的事在第四十三集被小歌發現，在第二季後期被小塔附身，步其兄後塵。第二季最後一集起離開日本，不過他的出場次數於第三季一開始已逐漸減少。於第三輯最終話返回日本。
性格
性格宛如孩子一般，會照著自己的心情或是一時興起而行動。和哥哥不一樣，個性很輕薄。在自己了解到對手的心情和氣氛時就會立即行動。因為知道小暮喜歡小歌，於是為了小暮而和小歌有密集的接觸。在和小琴吵架時，因為讓小琴因此溺水而在她得救後對她道歉。由於個性率直，所以會有在教室中彈吉他，給周遭帶來麻煩等行動。因為房間被受到哥哥命令的「掃除軍団」加以強硬地打掃，於是憤而離家出走到小歌家住並且在半夜時彈起吉他，還在庭院和房間到處亂扔垃圾。但也會有為了不讓賽巴斯丁的頭髮被減掉而接受黑音符的挑戰。在事件過後因為搭錯飛機而滯留沖繩。因為這個緣故，讓他有亂搭飛機的情形。像是搞錯飛美和飛非洲的飛機，還因為履次搭錯而酷洛米和巴庫大吃一驚。
能力
雖然是歸國子女，但英文差勁而且英日文混雜著。擅長足球，但卻毫無體力可言，而且也不會游泳。喜歡坐按摩椅，因此被小琴說是「老頭子」。在選秀會後，練習吉他的集中力從六分半伸長到八分。因為石垣的特訓、讓他終於學會接棒球。
搖滾狂
喜歡龐克搖滾，平常時會攜帶左撇子用的電吉他，興奮時也會彈起電吉他。會彈硬式搖滾，也能彈敘事曲，基本上服裝都打扮的很搖滾。有染髮，但前額最長的頭髮則沒有染。與其說這是流行，不如說這是和哥哥的不和所造成的。和哥哥吵架時，因為最愛且不再生產的吉他被哥哥弄壞，於是酷洛米送給他旋律吉他，反而變得比前更適合他彈。看到這個情形的賽巴斯坦，因為人気團體「黑色」的吉他手退團，最近在舉辦選秀會，於是勸他參加。但因為表演時間要七分鐘、使得集中力不到七分鐘的潤為此而拼命練習。雖然給了評審很好的印象，但因為剩下六秒就筋疲力盡而不合格。為了要讓實力被認同而繼續練習，結果被哥哥說出「從噪音變成雜音」的話而給予他進步的評價。
和朋友的關係
和哥哥相比更擅於交際。和同學過著沒有障礙的學校生活。因為和小暮都討厭哥哥而成為好友。對於酷洛米用魔法造成小歌和小暮的困擾也會加以斥責，能夠看見他重視朋友的一面。
和夢野歌及小暮的關係
每次遇見小歌而向她告白，都會被美樂蒂說是「打招呼」，這是潤的性格而讓周圍的人以為他在開玩笑（但小暮能理解）。於是他認為如果讓小奏和雅彥認同自己，就能讓小歌當真。因為自己的努力終於讓這兩人有反應並且全身穿著公雞裝後，對小歌說出「咕咕...結婚吧」來告白，但因為說到結婚的事，又再次被以為是開玩笑。因為和小歌的關係而把小暮當作對手，還把三人合照中的小暮給剪掉並且對小暮說出「是好友的話，搶先行動就太卑鄙」。但之後因為被小歌拒絕而傷心時，受小暮安慰而再次把他當作好友。
家庭・兄弟關係
小時候因為常被拿來和哥哥相比，而認為自己違背媽媽的期待，於是對於受到雙親疼愛的哥哥有深深的情結，想到「既然贏不了他、那就和他一直作對吧」而用輕視的態度對待哥哥，使得兄弟關係變得極糟。對於哥哥直接說出他「冷血」，除了吃飯外幾乎不和哥哥見面，在自我介紹時也會說出他討厭哥哥的話。知道酷洛米想要音符的力量讓他和哥哥和好時、在她的眼前直接摔壞吉他來表示憤怒。小時候因為學小提琴一直沒有進步，而且常被拿來和進步神速的哥哥相比，於是討厭拉小提琴而停止學習，然後在展示櫃中看到吉他後。想到「既然贏不了」，於是就買了吉他還打扮成搖滾樂手在母親面前開始彈奏。雖然能夠順利彈吉他、但由於哥哥在眼前輕鬆地彈奏他的吉他而讓他大受打擊，因此流下後悔的眼淚。說過哥哥也有好的地方，讓他想到過去哥哥有對他做過一件體貼的事情，那就是在他感冒時，一個人躺在床上而難過著。看到這個樣子的哥哥於是在他旁邊拉小提琴，讓小潤安心的睡著。因為父親不在、母親忙於工作，加上對哥哥的情結和叫他冷血的原因、讓彼此間見面的機會非常少、可說是非常冷淡的家族關係。受到這個環境影響而離家出走、並且跑到夢野家暫住。在看到夢野家的團聚後、讓他徹底感受到他所憧憬的家庭溫暖。
苦澀的初戀
10歳時和溫柔的蘇菲亞告白，但被他說是要接近哥哥而和他一起玩，讓潤相當傷心，但之後被哥哥告知他其實是個男的，大受打擊，因此對於初戀這兩個字相當厭惡。
新惡夢魔法的力量來源
和酷洛米相遇時，想用音符的力量讓哥哥投降，於是成為新魔法的「力量來源」。使用「旋律撥子」和「旋律吉他」來幫酷洛米的旋律棒充電，以等待著能收集全部音符實現願望的一天。在立場上，雖然和哥哥都擔任幕後黑手，但比較漫無計畫，所以常捲入魔法騷動中，但也有他很享受這種騷動的情形。在『轉轉旋律魔法牌』中，因為沒有發現到魔法背後都有黑暗力量在干預，於是也沒有警戒到自己是替旋律棒增加威力的人。在美樂蒂的旋律棒的能源用完，酷洛米的魔法呈現充滿能源的情形後說出「誰替旋律棒充電」而才注意到這件事。在小柯被抓住，而黑暗力量回到宇宙時，也被王妃所注意到這種情形。於是對美樂蒂發出「找到充電者」的命令，並且由弗蘭多提議到電視塔監視。雖然酷洛米他們被美樂蒂發現，但因為不知道自己被監視，而且旋律棒也沒電，於是在沒有警戒下回到柊家，而被看到他們進入柊家的姿態。在小歌為了尋找他們而去找賽巴斯坦時，他無意間說出酷洛米的事。而潤在替旋律棒充電時，正好被小歌目擊，於是大受打擊，而哭著離開，雖然他說出「他沒有惡意，只是想讓哥哥投降」而要去追小歌，但卻被哥哥所阻擋，並且遭黑暗力量趁機說出「彈奏旋律吉他就能贏過哥哥」，也因為他認為對小歌做出過分的事而關在房間中。後來受到小歌的幫助而離開房間並且說出「不充電了」，然後把旋律吉他丟到卡車上。但因為又和哥哥吵架，於是在哭泣時，黑暗力量把吉他又帶到他的面前，以「盡量彈奏音符吧。把你的憎恨讓哥哥徹底知道」來誘惑他，要讓他彈吉他。於是他因為憎恨的心彈起吉他而喚醒裡面的魔力，結果被黑暗力量附身，臉和性格也完全改變，還變成能自在地的飛在空中。雖然姿態改變，不過目的卻沒改變，但遭附身前仍不知道黑暗力量的目的。因為被黑暗力量完全支配而開始彈奏黑暗力量曲子的「第二樂章」。即使用夢想的力量的曲子也對付不了他，用兔耳假面的力量還是不能使他回復原狀，但最後在小歌的呼喚和哥哥拉的小提琴下而終於回復原狀並且和哥哥和解。
和酷洛米及巴庫的關係
從賽巴斯坦的口中得知、他看到酷洛米時並不知道他們是誰。而是憑著印象把他們當作「座敷童子」和「茄子」。由於巴庫討厭他哥哥而很合得來，對於酷洛米則是暗示她說要和哥哥好的話，就不要讓他幫旋律棒充電並且也讓酷洛米同意而照做。
- 可羅米（クロミ；配音：日本→竹內順子；香港→謝潔貞；台灣→龍顯蕙）

因為小時候經常被Melody不自覺中欺負，所以一直很討厭Melody，而且將美樂蒂欺負她的事寫在她的Kuromi筆記。是馬里蘭樂園的通緝犯，經常被人叫作「黑頭巾小朋友」。她有一隻叫巴庫的助手，第一部時一起致力為柊惠一收集黑色音符。
- 巴庫（配音：日本→前田登；香港→伍秀霞、陳琴雲（代配）；台灣→黃天佑）

全名「巴庫一郎」，是一隻紫色的獏，是酷洛米的助手和坐騎。巴庫是家中的大哥，有十二位弟弟和妹妹芭鍋，所以在家時也負起照顧弟妹的責任。與酷洛米致力收集黑色音符，經常被人叫作「茄子」。
- 芭鍋（配音：日本→澤城美雪；香港→曾秀清；台灣→龍顯蕙）

巴庫的妹妹，是一隻淺紫色的獏，身上有紅點花紋。由於受到小塔附身，因此懂得飛行、說單字和算術，而給父親送往人類世界學習，由巴庫照顧。因為經常成功幫助酷洛米收集黑色音符，深得Kurody喜愛，在Daxx被趕出身體後，跟母親回到馬里蘭樂園。

## 夢野家
- 夢野奏

（配音：日本→加藤夏希；香港→程文意、曾佩儀（代配）；台灣→謝佼娟）
夢野家長女和小歌的姐姐。夢之丘學園高中部一年級、和柊惠一是同級生。與妹妹小歌同校。喜歡化妝，視化妝品如命。
性格
對於任何事都表現的很有自信。很擔心妹妹們、所以代替死去的母親來訓練她們。
喜歡化粧
有在上課中化粧的事情。由於有很多化粧品、所以會有被妹妹拿來使用而吵起來的事情，另外也想要有很多的名牌。
被柊惠一所甩而失戀
和惠一從小學就一直是同級生，曾對小歌說過「每個中學生都迷戀過惠一」。把從中學和他同班時、每次寫情書給他，都被惠一的管家代筆回覆、而花三天做的巧克力也被他拿去給老師們吃、還忘掉和他一起當過學級委員的事情等多個女孩子經歷過的事情一五一十的說出來，形同於被他所甩而失戀。
戀愛觀的變化
關於她的戀愛比較喜歡長得帥的男人。由於過去的經驗讓她認為「被愛比愛人」好、理想的男性是「即使失敗了也會站起來、為自己的夢想而奮鬥的人。因此，讓她喜歡上為夢想努力的菊地、但在之後見到因為魔法失敗而沮喪的樣子後，與他分手（不過從菊地為保護小奏不被施上魔法的老師攻擊，而小奏對他的行為沒有完全無視的和在漫畫版中特地教訓菊地要他好好堅持夢想來看，被認為還沒達到完全討厭的程度）。由於受夠了只會追求夢想的男人、於是說出理想的男性是「有男子氣概、沒有汗臭味、能夠讓人撒嬌的“成熟男人”。
- 夢野琴

（配音：日本→八武崎碧；香港→張頌欣；台灣→李明幸）
為三女和小歌的妹妹。夢之丘小學四年級生。平常時喜歡玩電動玩具、常和喜歡的同學中澤一起玩。喜歡的食物是咖哩，但不喜歡蔥。接受真菜的指導來學游泳。也是一個喜歡美樂蒂的女孩，在全家中與爸爸最親密。
性格
真菜評論她「比小歌還堅強」、對人也很好。不但很有精神也很有正義感、為了保護被欺負的人，即使對方比他還大也會勇敢面對。在一般時都會對父親撒嬌。
喜歡父親
很喜歡雅彥、在對父親撒嬌時，會使用小琴充電（從後面抱著父親）來治癒雅彥的疲勞。
比姐姐還成熟
由於父親常常不在家而感到寂寞的關係、所以結婚的對象立刻就想到是能夠在假日放假來陪她的公務員。對於被當成小孩相當討厭、在照顧因為魔法而變成小孩的姐姐們時、才知道姐姐們的辛苦。
渴望母親的溫暖
在剛出生時，母親就去世了、所以一直抱著無法感受到母親的溫暖而覺得寂寞的心情、為此常常向姐姐們請教她們對母親的回憶。這個願望後來得到聖誕老人的幫助，然後透過美樂蒂和酷洛米的魔法下才得以和母親見面並且讓她生出無數音符。
相信會和母親在聖誕節再會而學唱「幸福的羽翼」。後來全家一起去滑雪來迎接聖誕節，小琴為了想看滑雪場上裝飾的聖誕樹而往前滑但卻滑到懸崖下，由於之前這件事也出現在雅彥和小歌他們的夢中。所以這時透過美樂蒂和酷洛米用魔法叫出來的媽媽變身的雪兔而飛到懸崖上面、用圍巾將小琴救了起來。因此也讓小琴注意到母親在暗中幫助著她、於是仰望空中唱著「幸福的羽翼」而完成和母親再見面的夢想。
和柊潤的関係
由於小潤把她當小孩的關係、而和他彼此對立。還以他不會游泳的事情和他向小孩子般的吵架。由於小琴勉強游到海上而溺水、結果被還是被不會游泳的小潤所救。為此雖然向他道謝，但後面又跟他吵起來。
在潤離家出走借住在夢野家時、被他叫作「我的妹妹」。因為憧憬有哥哥的關係而說出「是潤的話也可以」的話。在想琴因為感冒而痛苦時、由於綿羊假面的話而想到過去事情的潤、在小琴旁邊以吉他彈奏「幸福的羽翼」。讓高燒的她對潤說出「謝謝」而放心入睡，並且因此到隔天恢復健康。
- 夢野雅彥

（配音：日本→清水宏；香港→翟耀輝→劉昭文；台灣→黃天佑）
夢野家三姊妹的父親，工作是為雜誌寫旅遊專欄。由於工作關係需四處旅行，所以不常在家。喜歡說冷笑話。
和妻子的相遇
在學生時代時騎腳踏車上學時、和她相撞而相遇。在那時聽到鈴的笑話而讓雅彥印象深刻並且在那時和她交往到結婚。在小琴還是嬰兒時，鈴就過世了、所以雅彥至今依然懷念著她。以後就專門對女兒們說笑話，也會把小暮當作說笑話的對手。
守護女兒
相當擔心和女兒間的關係。經常強勢介入女兒的戀情、也由於工作關係常不在家，而讓他感到強烈的苦惱。但是對於女兒們相當重視、在行程表中都會排上生日會、上課參觀、家族旅行的行程、由於黑暗力量的關係變成鶴而飛上空中、也因此能夠順利救到從電波塔上掉下來的小歌，作為父親可說是相當盡職。
對於和小奏交往的男友・菊地把他叫作「爸爸」相當排斥、在知道他們的分手時則相當高興。在第三季『すっきり♪』知道小歌和小暮開始交往時，很反對這段戀情。由於無法接受而被施上魔法、和小暮進行男子漢試煉比賽。最後在柔道比賽時、由於小熊君丟的香蕉皮影響，不小心和小暮接吻、出現ムカムカ玉。對於小琴和中澤之間則是沒有介入。
職業
為旅行記者。在世界各地出差並且常會帶土產回來。由於投入工作的關係、在想要和女兒親密接觸時、都遭到小歌和小奏的拒絕。美樂蒂也很擔心雅彥，所以想要嘗試美樂蒂充電、但因為受到雅彥的臭屁攻擊而失敗。由於常拖稿而讓編輯非常困擾、所以經常熬夜寫稿。因此經常出現在晚上反而比在白天更有精神的場面。
文采
由於和家族的相處時間很少，於是希望「能夠和家人在一起」，被想要第一百個黑音符的酷洛米施上魔法而變成小說家並且以愛情小說得到「芥茶川賞」。魔法騒動過後、自己的旅遊文章被粉絲稱讚、而出現粉紅音符決定重新當旅遊記者。
特技
冷笑話。另外還會汽球藝術。
喜歡冷笑話
老是被對方拒絕。能夠了解的只有美樂蒂、巴庫、永代橋老師等人。
喜歡的理由是為了當初和妻子約定「建立一個笑聲不絕的家庭」。所以平常就一直練習冷笑話。
能夠和鈴繼續交往的理由是因為他的父親也喜歡冷笑話、所以講冷笑話也是他們的結婚條件之一並且因此磨練出冷笑話的能力。拜訪當天，經過他一夜想出的冷笑話被認同而可以結婚。
女裝癖
由於受到女兒仰慕的關係、所以會有代替母親而換上女裝的事情、由於小琴的拜託而換上女裝、參加上課參觀。
和美樂蒂的關係
當初認為她是小琴的娃娃、在後來認識了美樂蒂一家、雖然有點困惑但也接受這個事實。很快的就和美樂蒂的爸爸，因為互相了解彼此的辛苦而成為好友。
家事都是女兒去做、在美樂蒂來之前，對於家裡散亂不堪都一直感嘆著。在認識美樂蒂後、而拜託她做家事。和美樂蒂在一起的時間不少、有時會因為對他講冷笑話，對方不懂而感到失望。
- 夢野鈴（ゆめの すず）

（配音：日本→笠原弘子；香港→雷碧娜→沈小蘭→許盈；台灣→龍顯蕙）
小歌等人的母親。在小琴還是嬰兒時已經去世了。一直在天上守護著小歌她們。小歌告訴美樂蒂她已經「成為天上的星星了」，美樂蒂不但相信、還在宇宙中找尋她的身影。由於小琴的願望，而得以用魔法讓她降臨一個夜晚、全家人也都抱在一起而重新團圓。
下一年的聖誕節她知道小琴會掉下懸崖，於是拜託聖誕老人去救她並且透過聖誕老人而讓美樂蒂和酷洛米一起合作使用魔法、讓小琴得以搭乘雪兔而獲得幫助。
喜歡冷笑話
和雅彥在學生時代相遇並且開始交往、為了能夠結婚，鈴還要聽他的笑話來加以評價合不合格。由於雅彥有優秀的講笑話能力，因此得到她父親（配音：日本→野添義弘）的許可，而結婚。結婚後來還是會對小歌她們講，因此建構出笑聲不絕的家庭。

## 夢之丘小學
- 中澤昌弘（なかざわ まさひろ）

（配音：日本→山崎みちる；香港→黎桂芳→許盈；台灣→謝佼娟（第一輯）、龍顯蕙（第二輯））
琴的同學。數學很好，但不擅於運動。琴很喜歡他。為了進入跳繩全國大賽而努力練習，但卻無法進步、而被太田所激怒。於是在想要能夠會跳繩的心情下被酷洛米施上魔法、之後和太田和好。和小琴與太田相比，發言更為成熟穩重、在看到因為國王反復無常的法律造成牡蠣君不僅被捕還把牠的餐廳弄得一團亂後、說出「馬里蘭看起來很和平、實際上是個恐怖的地方」。
- 太田良（おおた りょう）

（配音：日本→三瓶由布子；香港→林丹鳳；台灣→劉凱寧）
琴的同學。運動很好，但不擅於數學。是「SIODA GYM」的學生。由於喜歡小琴而很嫉妒中澤因此一直刺激他、騷動過後和中澤和好。在武道大賽時、由於想贏對手山本（声：國立幸）的心情而被酷洛米施上魔法。和酷洛米一樣喜歡吃章魚燒。由於想吃章魚燒的心情被再次施上魔法、而變成藍色的大章魚並且在他攻擊城堡的期間、酷洛米則是趁隙救出被捕的汪米等人。
- 新井綾（あらい あや）

（配音：日本→知桐京子；香港→何璐怡；台灣→謝佼娟）
精神好到常引起騷動的孩子。由於雙親很懂吃，所以味覺相當敏銳。如果在學校吃不飽的話，就會在放學時買零食吃。在和小琴打掃雞窩時、被問到想要在生日派對上吃什麼時、直接回答想要吃烤雞（那些大雞和小雞被嚇得躲到小琴背後）。結果被酷洛米施上魔法而變成貓，以便能吃到雞群。
因為媽媽在炸的食物上加入辣醬油（爸爸喜歡加塔塔醬）而造成兩人吵架、陷入了離婚危機、結果讓她完全沒有食欲。由於小琴等人很擔心她、於是帶她到牡蠣君的餐廳吃牠的料理而讓綾再次回復元氣、並且帶回「彩虹調味醬」給在人間的父母吃，讓他們因此重修舊好。
- 石垣老師（いしがき-）

（配音：日本→岩崎征實；台灣→李世揚）
小琴的班導師。有著「No pro」（No problem、沒問題的意思）口頭禪的體育老師。受到賽凡斯強拜託來教潤傳接球練習。但潤毫無集中力，於是認為要讓他「充滿毅力」、結果因為酷洛米的魔法而展開和傳接球沒有關係的特訓。在魔法解除後，因為特訓的關係，讓潤的身體得以變輕而使他得以集中練習。於是讓石垣認為特訓沒有白費而出現黑色音符。

## 夢之丘學園中學

### 學生
- 白山十三（配音：日本→下崎紘史；香港→袁淑珍；台灣→黃天佑）

身材微胖的男同學，是個十分喜愛美樂蒂的宅男，擁有滿坑滿谷的美樂蒂收藏品，平常假日只會待在家裡，抱著美樂蒂的收藏品在妄想。
被捲入博明的魔法的其中一人、從那時就注意到自己深深愛上了美樂蒂。對美樂蒂的妄想常遭酷洛米利用、給了酷洛米數不盡的黑音符。由於這個原故多比別人出現了八十八個黑音符，因此被認為是對世界有危害的人而要遭近衛兵逮補、但在後面知道他只能出現Fa的音符後、才放他走。
在黑音符接近一百個時，被酷洛米施上魔法要來抓美樂蒂、但在看到美樂蒂一直哭的樣子後，了解「她只有和小歌在一起才會幸福」、於是放棄將美樂蒂收為己有，然後在見到美樂蒂的笑容後，出現粉紅音符。
擁有「美樂蒂感測器」能力，被真菜派去從一堆小美樂蒂中找出真正的美樂蒂出來、在騷動解決後買了一隻、真菜以對他的美樂蒂妄想癖痛罵一頓。從那之後，由於在騷動中都能發揮奇怪的能力、而被同學感覺「不是人」、也被酷洛米認為是危險人物。
- 山本博明（配音：日本→野口聖古；香港→陳廷軒→曾秀清；台灣→謝佼娟）

戴著眼鏡的男同學。不擅於與人往來，喜好攝影。隨身帶著一台數位相機，經常會對著他人拍照。曾由於黑魔法而將同學都抓入照片之中，打開心胸後，才開始被大家接受。後來在宮前使用黑魔法時，以「喜歡妳能夠直接的把話說出來」的優點而對她告白，讓人意外地見識到他的勇氣並且因此讓宮前接受而感謝他。
- 宮前貴子（みやまえ たかこ） （配音：日本→宍戸留美；香港→程文意；台灣→龍顯蕙）

自己認為是班上的女神。有著女王的氣質、把山本作為自己的專屬攝影師。由於酷洛米的魔法而將全班女生變成男生並且讓她們成為自己的俘虜、但由於弗蘭多的活躍而破解她的魔法。但在魔法失效的情況下失去了以往的自信，但在山本的告白下、因為聽到外表以外的稱讚而感動，於是正式解除魔法。對於極力稱讚自己的人會把他們寫上「貴子筆記」並且打上分數、只有一百分的人才有資格與她約會。
- 加納優香（かのう ゆうか）（配音：日本→伊瀨茉莉也；香港→何璐怡；台灣→謝佼娟）

左臉頰有一顆黑痣。有一個哥哥（配音：日本→堀田勝）讀高中部。因為占部的黑魔法而變成蝴蝶。由於對身材的情結而遭到酷洛米的利用，能夠使用魔法將自己不好的部份與他人優秀的部份交換、雖然其他人都沒注意到她的改變，但惟有森內才知道她是誰。在騷動過後、森內向她告白並且被小歌和美紀的情詩所祝福。
森內初次邀她約會時，在與步的重要時刻中因為森內背對著她講話加上自己向小琴所借的服裝太奇怪而別人嘲笑，因此感到羞愧、於是在想要一個人獨處的心情而遭酷洛米利用而被施了魔法、結果一個人受困在雪山之中並且被前來找她的森內告知背對她的理由而被救出。在魔法解除以後、森內正式向她告白而傳達了自己的感情。
- 森內步（もりうち あゆむ）（配音：海寶直人；香港→袁淑珍；台灣→李世揚）

常和小暮在一起的好友。在占部的魔法之下成為蜘蛛。因為喜歡優香，所以即使變身後也知道優香是誰，在騷動過後以「就是喜歡這樣的妳」而向她告白。
實際上，兩人還沒有交往、在小歌等人「跟她清楚地說明白」的加油下，讓他鼓起勇氣邀優香約會。但優香因為被嘲笑而引起的魔法騷動下、在雪山中發現被凍住的優香，在他說明一直背對她的理由是因為和她講話時會臉紅的情況下，解除魔法、然後和優香正式告白後，兩人再次約會。
曾經誤會優香哥哥是優香的男朋友而產生了夢想，被可羅米施魔法。可惜鑰匙能量不足而失效，因此成為全劇唯一一個中了惡夢魔法也相安無事的角色，之後森內得知對方是優香的哥哥才夜好。
- 飯島直美（いいじま なおみ）（配音：國分優香里；香港→黃玉娟；台灣→謝佼娟（第一輯）、龍顯蕙（第二輯））

家裡是牛奶屋。班上的第一巨乳美女、但也如此而在小暮等人面前說過「因為胸部大，讓自己的肩膀很酸」。被小暮說她是「療傷系」類型並且有許多粉絲、在美紀和皮亞諾所導的戲劇中，說小歌的胸部是「飛機場」（是即興表演）。在看穿小暮喜歡小歌後、還稱讚對小歌告白的小暮。隨身會攜帶裁縫道具。討厭搖滾樂。
- 駒鳥月音（こまどり つくね）（配音：山本麻里安；香港→陸惠玲；台灣→龍顯蕙）

擔任班上的班長。因為自己的責任感，所以都一個人扛下工作來做、但由於手腳笨拙而老是做錯事，在「希望有人幫忙」的願望下，利用了酷洛米的魔法而產生一大堆美樂蒂並且引起騒動。騒動之後，在教室裡留下了一些附有鍊子的美樂蒂娃娃來守護她。
後來在班上同學的幫助下，逐漸把工作給做好、但接下來與夏川和潤一起參加班長選舉。在選舉時得到小歌的幫忙、騷動之後成功連任班長。
- 占部惠子（配音：日本→桑島法子；香港→黃玉娟；台灣→謝佼娟）

喜好占卜的女同學。但其所算出的結果大多與實際情形不符。結果在酷洛米的幫助之下，硬是使用魔法將同學變成各式各樣的幸運符號。騷動過後，在小暮的鼓勵下，願意好好學習占卜的技巧。
- 谷口雅也（たにぐち まさや）

（配音：日本→石橋美佳；香港→林丹鳳；台灣→李世揚）
不擅於讀書、考試老是過不了四十分。由於酷洛米的魔法讓他的頭變成電腦（不過會有休息模式出現）。最近則是一直保持在五十五分。由於占部的魔法而變成丁字褲、還被永代橋老師拿來穿。在後來受到黑暗力量影響而變成電腦時，還載著真菜來反擊。喜歡駒鳥的笨手笨腳。在『轉轉旋律魔法牌』第1話則變成出現聲音而已。
- 有勤太（うどう ふとし）

（配音：日本→天田真人；香港→梁偉德；台灣→李世揚）
沒有存在感，長的高卻很遲鈍，因此被叫作「獨活的大木」並且對此相當在意。由於想成為像惠一一樣而被酷洛米施上魔法、但柊惠一化後的樣子和能力還是能讓女孩們喜歡。
在和不良少年相遇時、由於受到升級的黑暗力量的影響、使他除了擊倒那些不良少年，還成功擊倒美樂蒂叫出來的卡茲超人、讓酷洛米成功得到黑音符。所以他在遊戲中心得到的酷洛米和巴庫鑰匙圈就是他的寶物。
喜歡飯島、在看到她和潤約會時，因為魔法而暴走起來。但在騷動中向她告白而終於能夠和她交往。
- 江草洋介（えぐさ ようすけ）

（配音：日本→石上裕一；香港→李錦綸；台灣→李世揚）
棒球隊員，背號七號。因為長的和哥哥不像，所以經常無法被認為是一對兄弟。對於很受女人歡迎的哥哥相當嫉妒。第二季第二集為了贏過哥哥而利用酷洛米的魔法，將哥哥投的球全都打成全壘打。之後透過兔耳假面的力量解除魔法並且和哥哥和好。
- 關山弘昭（せきやま ひろあき）

（配音：日本→矢部雅史；香港→曹啟謙；台灣→黃天佑）
被認為是折紙狂、因為擅於折紙而在電視上表演。在折紙上由於遭芭鍋打敗被傷害了自尊心而被酷洛米施上魔法、與芭鍋進行折紙王決定戰。在看到美紀時臉發紅而被小歌和真菜以為他喜歡美紀、不過實際上他喜歡的是碓井。由於擅於折紙、在小時候送給碓井一個紙鶴來安慰她。
- 碓井幸（うすい さち）

（配音：日本→明坂聰美；香港→陸惠玲；台灣→郭馨雅）
眼睛很細的女孩。小時候很愛哭而被關山所安慰、並且一直留著那時關山給她的紙鶴。在惡夢魔法騷動中、向關山告白。
- 星賀留奈（ほしが るな）

（配音：日本→雪野五月；香港→何璐怡；台灣→李明幸）
體型和喜歡可愛東西的性格都和白山很像。在折紙決戰中看到可愛的芭鍋、因此強烈地想要將牠納為已有（她想要芭鍋的欲望非常強烈）並且使用酷洛米的魔法。但在騒動過後被芭鍋們說「一切都結束了」而和牠分開、因此而受到白山的安慰。
- 夏川夏美（なつかわ なつみ）

（配音：日本→樋口智惠子；香港→張頌欣；台灣→李明幸）
喜歡學生會長大河內（配音：日本→井上優；香港→梁偉德；台灣→黃天佑）、打算給他愛的日記但卻給錯書。想要選班長的理由，是因為可以自由進出學生會室接近前輩。在選舉時以南瓜派來收買同學、但因為美樂蒂做的水果塔而失敗。在怎麼樣都想贏的情況下，被酷洛米施上魔法變成競選車、後來被兔耳假面擊敗。之後，由於大河內說出「想要繼續把書看下去」，讓她覺得有機會產生而出現黑音符。
- 香取惠（かとり めぐみ）

（配音：日本→寺崎裕香；香港→高可慧；台灣→龍顯蕙）
夏川的朋友、幫忙她的選舉。老家有名的鯛魚燒屋。想要學西洋甜點而被媽媽反對（配音：日本→赤土眞弓；香港→蔡惠萍；台灣→郭馨雅）並且和她吵架。在料理課中做的泡芙受到老師的稱讚、於是想顯示自己有做甜點的才能、但被美樂蒂做的泡芙所擊敗。
為了想當世界第一的甜點師傅、另外也由於想要贏美樂蒂的心情，受酷洛米的認同而用魔法把她媽媽叫出來，在甜點教室中和美樂蒂比賽做甜點。香取以最高級的材料做出一座巨大的城堡蛋糕、讓林老師評論有著世界頂尖的最高美味、但最後還是輸給美樂蒂。理由是美樂蒂的紅豆餡有一種隱藏的味道、那種味道能深深地讓人眷戀不已、於是香取為了過去認為鯛魚燒是老古董的事情向母親道歉並且因此出現粉紅音符。母親也認可她的才能而予許她上甜點教室。之後幫助媽媽開發出「紅豆威化餅」。

### 足球隊
- 内田真一（うちだ しんいち）

（配音：日本→鯨井康介；香港→李錦綸；台灣→李世揚）
足球隊的守門員兼隊長。因為受傷而輸掉比賽。被一起陪伴訓練的遙所喜歡上。在全日本青少年代表選拔中，因為沒被選上而退隊。後來被說服去看高橋所舉辦的五人制足球、發現自己擁有的只有足球，於是因此歸隊。
- 高橋遙（たかはし はるか）

（配音：日本→水野理紗；香港→程文意；台灣→龍顯蕙）
足球隊經理。和真菜一起做加油用的啦啦隊人偶。喜歡內田、因為想要足球隊獲勝的心情而被酷洛米施上魔法。在其他話還與內田一起出現在畫面的角落上。由於內田從足球隊退隊、為了讓他歸隊而創立五人制足球隊並且向足球對挑戰。比賽中受到魔法影響、不過這場比賽打動了觀賽的內田而歸隊。被認為是小歌的學姊。

### 田徑隊
- 山本老師 （やまもとせんせい）

（配音：日本→野口聖古、木内秀信（『轉轉旋律魔法棒』第41話）、堀田勝（『轉轉旋律魔法棒』第45話）
田徑隊的顧問老師。在『轉轉旋律魔法牌』第41話成為山本教練。
- 大門 （だいもん）

（配音：日本→岩井伸平）
田徑隊隊長。
- 立花 （たちばな）

（配音：日本→中村太亮）
小暮在田徑隊的對手。和小暮一起選學校代表選手、在男子100m決賽以11.05秒當上第三名。

### 教師
- 斑鳩老師（いかるがせんせい）

（配音：日本→平野貴裕；台灣→黃天佑；香港→潘文柏→梁偉德）
小歌的班導和数学老師。很會畫肖像畫。曾想將班級改成「美樂蒂」班、而受到真菜的強烈反對。教師生涯十三年，同樣也單身了十三年。偶然遇到了初戀情人飛鳥而向她告白、但對方卻已經結婚而失敗。之後，住到了敗犬莊裡。
- 桃山老師（ももやま-）

（配音：日本→中村恵子；台灣→謝佼娟（第一輯）、李明幸（第二輯）；香港→陸惠玲）
隔壁班的班導和英語老師，順便兼網球部顧問老師。因為身材姣好，而受到男學生的憧憬。由於惡夢魔法的關係讓自己的巨乳遭到優香替換，而驚嚇暈倒。當芭鍋掉到她的胸部時、芭鍋裡面的黑暗力量還因此希望讓她成為自己的「侍女」。
- 永代橋文也（えいたいばしふみや）

（配音：日本→清水宏；台灣→黃天佑；香港→李錦綸）
夢之丘学園中学的音樂教師。講話時常會帶有「啦啦啦～」等有著音階的口頭禪。屁股很大。能夠理解雙關語笑話、評論雅彥是個怪人。
在遇到小時候的惠一時、看到他有小提琴的才能而加以訓練他，使惠一成為自己的得意門生。相當擔心自己的學生惠一、在聽到他「想要自由」的話後、於是提出在維也納舉辦的小提琴比賽優勝後，才不管他的條件。之後，由於惠一失去優勝，所以要他補回以前暫停舉行的音樂會。
很喜歡由惠一所拉的，由亨里克·維尼亞夫斯基作曲的「スケルツォ・タランテラ」的曲子。
僅管自己是男人也是會送給惠一巧克力。
在知道惠一是兔耳假面後，被施以巴庫之刑並且和柿崎翔、白山十三加入敗犬四天王。
- 林老師（はやしせんせい）

（配音：日本→長濱滿里子；台灣→李明幸）
家庭科老師，喜歡美食。在小歌等人上料理課時、很讚賞香取做的泡芙。由於魔法的關係而變成甜點大賽的評審、透過其豐富的經驗來加以評論、對於美樂蒂做的蛋糕，評論是「簡單而美味、香味在口中逐漸散開、然後讓人充滿安心感而無力」。

## 夢之丘学園高中
- 菊地大輔（きくち だいすけ）

（配音：日本→植木誠；台灣→李世揚；香港→陳卓智）
小奏的同學。夢想成為一流的演員，努力練習演戲。和美樂蒂的爺爺相當合得來、有一個卡滋超人的鑰匙圈。
喜歡上小奏專注刷睫毛的樣子、常以戲劇台詞來表達自己的心情，但反而會讓人有點討厭。但是最後鼓起勇氣到小奏家門前、並且交給小歌幾張他打工的英雄秀的票，請她們來看，希望能夠因此製造機會。但因為魔法而造成英雄秀現場混亂、菊地在騷動中挺身保護了小奏，最後終於不用在以戲劇台詞而是用自己的話來告白並且成為小奏的男友。
老是被爸爸雅彥給盯著、另外在和小奏約會時，由於酷洛米的魔法變成「卡茲超人」而暴走起來。努力想成為適合小奏的男人，但老是容易被施上魔法而搞砸。由於反省自己的勇氣不足、於是為了要和小奏重新成為男女朋友而努力著、兩人的關係也回到「普通同學」的程度。在黑暗力量過去後，前往京都的太秦修行。
在漫畫版中，從那之後、由於再次追求成為英雄的夢想而裝扮成兔耳假面出現在夢之丘市，但因為酷洛米的魔法而變成黑色兔耳假面並且被說服和真正的兔耳假面對決。但自己是黑色兔耳假面的事情卻沒人知道、他也希望小奏作為評審能看到自己的勝利、小奏則是從黑色兔耳假面的縫細中看到菊地的臉孔、於是開始說出當初和菊地交往的事情並且表明「如果那傢伙(菊地)再次放棄夢想，就和他一輩子絕交」而讓菊地大受打擊。
- 柿崎翔（かきざき しょう）

（配音：日本→大山鎬則；台灣→黃天佑；香港→黎景全（第一輯）、曹啟謙（第二輯））
柊的老朋友。和柊同樣有後援會。對於贏不了柊相當在意、另外也相當疑問柊有沒有把他當作是朋友。為了聽見真心話而被施上魔法並且與柊展開小提琴比賽而落敗。於是注意到自己內心相當嫉妒柊而生出黑音符、決定轉學成為他校的第一名。轉學後果然成為第一名、但在認為如果贏不了柊就沒有意義，於是到山上修鍊並且再度挑戰柊而被他拒絕，在想要贏的情況下又被施上魔法來和他對決、結果再次敗北。因此決定做更多的訓練來挑戰他而生出粉紅色音符。在過年時許下打倒柊的願望、但似乎抽到的籤都呈現兇的情形。後來再次回到夢之丘高中復學。
- 杜若麗（かきつばた れい）

（配音：日本→藤田記子；香港→陸惠玲；台灣→謝佼娟）
柊親衛隊隊長。帶領喜歡柊的高中學生粉絲來支持他、但被柊給無視。當濃厚化妝融掉以後，出現了一張讓大家吃驚的恐怖臉孔，知道柊惠一是兔耳假面後，被酷洛米施魔法並遷怒小歌。
- 杜若葵（かきつばた あおい）

（配音：日本→並木のり子；香港→曾秀清；台灣→劉凱寧）
柊親衛隊副隊長，麗的妹妹，和姐姐一樣，妝融掉以後，也有相當可怕的臉孔。
- 野田

（配音：日本→下崎紘史（第23話）、堀田勝（第45話）；香港→黃榮璋）
與和永代橋老師一同出席派對的美紀一起跳舞而喜歡上美紀、在舞會完後，美紀給她一封信、因為難以理解信中的詩的內容、於是請求柊來幫他解釋。然後受到柊的推薦、由酷洛米實現他的願望而得以與美紀一起跳舞、但在騷動過後，透過美紀的解釋才知道那封信是感謝他的邀請，但無法和他交往。於是在悲與喜的雙重情緒下產生粉紅和黑色的音符，彼此化解掉。
- 江草良介（えぐさ りょうすけ）

（配音：日本→細谷佳正；香港→李錦綸；台灣→黃天佑）
江草洋介的哥哥。是高中棒球隊的第四棒和王牌投手，背號一號。在高中部的受歡迎程度僅次於柊，也很受女孩子歡迎。受到因為魔法變身的弟弟的攻擊、臉腫了起來而嚇跑粉絲。在騷動過後，因為知道弟弟的心情而與他和好。

## 其他人

### 馬里蘭居民
- 弗蘭多（配音：日本→三浦香；香港→黎桂芳（第一輯），何璐怡（第二輯）；台灣→李明幸）

一隻老鼠模樣的精靈，體色為水藍色，尾巴上繫了一個領結。美樂蒂的好友，經常幫助美樂蒂解決難題（其實他是喜歡美樂蒂的），也一直鼓勵小暮向小歌表白。很喜歡吃爆米花，目前長居於小暮家。
雖然似乎很擅長男女交往的事情，但被美樂蒂的媽媽警告說：「當朋友可以，但當男友就要考慮了」
- 小綿羊（配音：日本→竹內順子；香港→何璐怡）

本名為「皮亞諾（Piano）」。美樂蒂的好友。是一隻毛色粉紅的綿羊。不會說話，跟一般的羊一樣只會咩咩的叫，但很會作詩，寄住在美紀家。
美紀和平等院會長是似乎是裡面少數能和她溝通的人類。
- 小刺蝟（配音：日本→澤城美雪；香港→雷碧娜；台灣→郭馨雅）

本名為「哈利」（ハリー）。美樂蒂的好友。在節目中充當旁白的角色；常在事件解決之後滾動身體讓剛剛發生的記憶消失。
- 國王（配音：日本→木內秀信；香港→潘文柏；台灣→黃天佑）

統治馬里蘭樂園的國王。是一隻象。如果沒有使用敬語來與他說話，他就不會回答。很喜歡玩，喜歡漂亮的女生，例如氣象主播雨宮晴香和小奏，還收集雨宮晴香的照片，因此經常被留美教訓。
- 留美（配音：日本→杉本優；台灣→郭馨雅；香港→陸惠玲、曾秀清（代配）、魏惠娥（代配））

馬里蘭樂園的王后，是一隻象，象鼻掛著花朵裝飾。幫助國王把馬里蘭樂園打理得井井有條，但妒忌心很重，每當看見國王和其他女子說話，或是發現國王私藏的女明星照片時，便會火冒三丈，狠狠教訓國王。
曾經是暴走族Ladys的前代總長。
- 多利安大臣（配音：日本→平野貴裕；台灣→李世揚；香港→陳卓智）

馬里蘭樂園的大臣。是一隻土撥鼠。對國家忠心耿耿，但有時也不滿國王幼稚的行為。當國王決定要美樂蒂到人類世界阻止酷洛米的惡夢魔法時，曾質疑過美樂蒂是否適合擔任如此重要的任務。
很計較沒被美樂蒂用轉轉旋律魔法召喚出來而吃不到美樂蒂給的糖果，所以使盡方法想要被召喚，但老是失敗而被小塔趁虛而入附身（不過在被附身期間曾被召喚到兩次）。
- 可羅米五人眾（配音：黎桂芳→許盈（貓咪）、張頌欣（子犬）、袁淑珍（老鼠）、陸惠玲（狐狸））

可羅米的手下。

### 和美樂蒂有關係者
小咪
（配音：日本→知桐京子）
住在夢之丘市，有著兇惡面貌的母野貓，三歲。公園和堤防是牠的地盤。由於美樂蒂把牠的尾巴當做毛蟲來玩弄、而因此一直追著美樂蒂跑。
卡滋超人
（配音：日本→小川輝晃；香港→蘇強文）
在電視中播放的特攝片英雄，受到菊地的崇拜。「守護地球的和平、那就是卡滋超人」是他的出場白。時常成為旋律標誌的被使用對象。
聖誕老人
（配音：日本→寶龜克壽；香港→黃子敬）
人間的聖誕老人。住在世界的一個地方、爸爸雅彥知道他的連絡處。在讀小歌和小奏在信中想要的禮物時，被弄得有點尷尬。除了聖誕節以外，都會在溫暖的地方休假。
傳授給美樂蒂和酷洛米特別的力量、讓她們變成迷你小聖誕、用合體魔法呼叫出小琴的媽媽出來，讓她出現在夢野家的面前，實現了小琴的夢想。
後來被小琴媽媽告訴他小琴在滑雪場的命運、而被拜託來救她。但他卻沒有改變命運的力量、只有讓人們的夢實現的力量。由於喜歡聽小琴唱的「幸福的羽翼」、於是實現了雅彦、小歌、小奏和媽媽的夢、讓他們透過媽媽說的方法來救小琴並且幫忙酷洛米和美樂蒂使用合體魔法來救小琴。
上野彩（うえの あやね）
（配音：日本→黑木マリナ；台灣→郭馨雅；香港→陳凱婷）
潤所喜歡的人氣偶像。通稱為「小彩」。演出戲劇「忠臣藏刑事」。寫真集也相當暢銷。她的寫真集在巴庫打掃時，不小心掉到水桶裡而造成潤的激怒。
睡覺時不開電燈就會害怕。在黑川導演的恐怖電影「前往冥界」中、不擅長演帶領殭屍到另一世界的角色。在為此煩惱而向茄子神詢問時、美樂蒂和酷洛米剛好在現場、因為她「如果可以變得不怕魔鬼就好了」的心情而被施上魔法，成為恐怖的怪物。在惡夢魔法解除後、由於自己變身怪物時把人都嚇跑、只有美樂蒂安慰她而讓她心情變好、因此徹底發揮出一個不怕帶領殭屍的人的演技、而終於獲得導演的認可。
名字由來可能來自於日本明星上戶彩。

### 和酷洛米有關係者(酷洛米軍團)
喵米（ニャンミ）
（配音：日本→小林晃子；台灣→[[]]；香港→[[]]）
生日:2月22日
一隻黑貓，酷洛米軍團副隊長據了解，她的母親與美樂蒂的母親是朋友，她尿床的現像很難改掉。非常喜歡鯛魚燒，也對自己的算術很有信心，即使當酷洛米不作為隊長時，他也讓團隊保持團結。 當酷洛米從人類世界回到家時，他抱怨說自己變得「更可愛了一點」，以回應他老式、乏味的態度。 另外，進入城堡時，他會根據情況給出冷靜的建議。 在《Sukkiri♪》中，他獨自來到人類世界。
在小說《Hisukuru》中，當他的初戀夥伴捷豹前輩因為年久失修而陷入心碎的時候，他偶然聽到了美樂蒂媽媽和小魯美的對話，還有醋洛米和巴庫的合作，下面，偷取禁物“骷髏弓”。 之後他與黑美等人一起撤離到人界，但他卻經常在人界使用骷髏弓做壞事。
然而，結果卻遭到了黑暗力量的侵襲，最後一箭刺中了自己，變成了酷洛米被收留時那樣的樣貌。
最終因美樂蒂等人的活動恢復正常後，被勒令去反思室，但還有情有可原的餘地，所以期限只有一周（反而是間接原因）這次事件，兩路的捷豹學長已經被送進反思室一個月了）。
汪米（ワンミ）
（配音：日本→菊池心；台灣→[[]]；香港→[[]]）
生日:11月1日
一隻黑狗，酷洛米軍團成員之一，非常喜歡吃烤肉，也喜歡去探索事物。
啾米（チュウミ）
（配音：日本→山田茉莉；台灣→[[]]；香港→[[]]）
一隻黑鼠，酷洛米軍團成員之一，個性貪吃，常常把要給團員的食物自己獨吞，喜歡乳酪，只要被打敗，都是優先逃跑的那一個。
空米（コンミ）
（配音：日本→吉田麻子；台灣→[[]]；香港→[[]]）
一隻黑狐狸，酷洛米軍團成員之一，喜歡成熟的稻米，個性有潔癖。

### 和巴庫有關係者
關東煮攤老闆
（配音：日本→岩崎征實；台灣→李世揚）
穿著阪神老虎隊加油服的小吃攤老闆。是巴庫最好的訴苦對象並且還知道巴庫喜歡吃魚肉香腸。在替老虎隊加油時、因為魔法黑雲的影響而變成行屍走肉。在『轉轉旋律魔法牌』中希望四季都能賣關東煮，而被酷洛米施上魔法。在騷動後，美樂蒂的媽媽教授他如何販賣的方法。另外在寒冷時，與便利商店的關東煮戰陷入苦戰，造成臉相當沉悶、結果被巴庫鼓勵而好轉，開始以明亮的笑容來迎接客人，使得生意終於好轉。
報紙店老闆
（配音：日本→永野廣一；台灣→黃天佑）
當初被巴庫前來應徵送早報的工作給嚇了一跳、之後對牠的勤奮評論有加，還想拜託牠送晚報、但被巴庫以有任務要做而拒絕。在『轉轉旋律魔法牌』時、再次讓巴庫回來並且和關東攤老闆一起慶祝。
千佳老師（ちか-）
（配音：日本→鮭延未可；香港→何璐怡；台灣→郭馨雅）
由於巴庫在幼稚園免費當志工陪小孩子玩，而讓裡面的千佳老師相當感謝他。是能夠和查拉波拉(女網球選手)並列能夠治癒巴庫辛苦的存在。
在幼稚園要演出「小紅帽」時、希望有女孩子擔任主角，但沒當上主角的孩子都會哭，而讓她感到困擾。在街上看到美樂蒂時說出「乾脆大家都變成小紅帽就好了」，結果被酷洛米施上魔法，讓女性都變成小紅帽而且讓她們還被穿上狼裝的男性追趕著、在街上造成騷動、後來透過召喚出來的多利安大臣的黑暗力量而解除魔法、讓她相當感謝美樂蒂和巴庫並且產生粉紅音符。最後她靈光一閃想出如何解決選主角的問題、於是將小紅帽改由巴庫主演並且改名成「小巴庫」。

### 和夢野家有關係者
齊藤（さいとう）
（配音：日本→濱田賢二、松本吉朗（『轉轉旋律魔法牌』第17話）；香港→陳廷軒）
雅彦的責任編輯。經常為了雅彥的拖稿在交涉、而因為壓力引起腸胃炎。之後調到漫畫部、擔任漫畫家遠野畑子（声：榎本溫子）的責任編輯。但因為遠野也會拖稿，為了不被解雇、想辦法弄到她的原稿。

### 和柊兄弟有關係者
柊涼風（ひいらき すすか）
（配音：日本→石橋美佳；台灣→李明幸；香港→黃麗芳（第一輯）、許盈（第二輯））
柊兄弟的母親，現居住法國。也是知名設計師，給兒子的禮物都是自己設計的衣服，但品味讓惠一相當懷疑。
對兒子一律在名字加個「小」來稱呼、相當溺愛全才的惠一、以「小惠」來稱呼他。由於工作而返國時、因為太久沒見而在女僕前面展現出她的溺愛。但這樣反而讓惠一感到相當苦惱而變成沒啥表情來面對。當惠一沒有在維也納小提琴比賽獲得優勝時，打電話過來安慰他並且還小小提醒他「瀏海不要太長」，但惠一把電話丟到魚缸來掛斷。
對於小潤也同樣抱著是無法取代的兒子的母愛（在聖誕老人把酷洛米、美樂蒂、巴庫和小潤的媽媽呼喚出來時、在前面保護潤等人的就是她們）、但隨著潤對惠一的情節逐漸加深下、加上媽媽不經意的言論造成潤的傷害、使得潤誤解媽媽「只喜歡什麼都會哥哥、討厭背叛她期待的我」而對她有所排斥、使得彼此間的交流產生障礙。
賽凡斯強
（配音：日本→西村仁；香港→林保全；台灣→李世揚）
柊惠一的管家。穿戴著墨鏡和黑色西裝。對於禮儀相當注重，所以非常囉嗦。喜歡泡柚子溫泉。
同時也擔任邸内監視的工作，指揮警備隊伊呂波組。自家的庭院有他訓練過的艾爾、唐、喬等三匹狼犬，地下還養著一隻來叫作來自地獄的小咪的鱷魚。這隻小咪在橫須賀還有一隻叫作小勇的未婚夫。
在為柊家工作前、曾以見習管家的身份為派特莉亞工作過。由於酷洛米聽到他對派特莉西亞有感情、於是使用魔法將她從黃泉召喚出來、成為相隔五十年的再遇。
出身歐州、弟弟為賽凡斯坦、兄弟兩個都是禿頭。經常和弟弟在教育面等多方面都會起衝突、很稀奇的兩個人有組成兄弟二重唱。還打算讓永代橋老師聽演歌。
自己都在指導相當放縱的弟弟和小潤主僕兩人，同時也被弟弟拜託擔任小潤的禮儀指導。有時會使用「紳士光線」以自己的額頭反射光線來照射潤，對他進行指導
受到暴走的チョロ毛影響，對於自己也長出チョロ毛而感到高興。
在柊惠一變成兔耳假面的時候，也被變成了身穿粉藍綿羊裝的"綿羊假面"（在第三十六集自行出任務）。
賽凡斯坦
（配音：日本→西村仁；香港→李錦綸；台灣→黃天佑）
柊潤的管家。穿戴著紫色西裝和墨鏡。同樣出身歐洲、哥哥為賽凡斯強。外表則是禿頭但長有一根相當重要的頭髮。認為自己比遲鈍又頑固哥哥還優秀而感到自負。五十年前同樣和哥哥以見習管家的身分到派特莉西亞家工作。有著武術底子、被小潤稱呼有高手等級、兄弟倆都沒有打棒球的經驗。由於認為教給人家討厭的東西會帶來反效果、所以不會特別去指導潤的禮儀。
派特莉西亞
（配音：日本→那須惠；香港→陸惠玲；台灣→劉凱寧）
50年前被賽凡斯強服務的大小姐，15歲時病逝。由於酷洛米的魔法而被召喚出來與賽凡斯強相見，在美樂蒂的魔法要讓她回到黃泉之前，受到賽凡斯強的請求而暫時留下，並且讓派特莉西亞看看只要一對男女一起看就會永遠在一起的傳說流星雨，最後讓她留下「到那個世界要在一起喔」的話後而回去。

### 和櫻塚美紀有關係者
詩歌審査委員會
審査委員長（詩歌部部長） 平等院鳳凰（びょうどういん ほうおう）
（配音：日本→森訓久；台灣→黃天佑）
審査委員
（配音：日本→永野善一、前田剛、中村惠子）
夢之丘報紙的詩歌委員會。委員長是平等院、從墨鏡和一頭爆炸頭來看，有著70年代風格的舊時代流行裝扮、讓美樂蒂對美紀說選朋友就不能選像他一樣奇怪的人。其他三人也都是會帶著面具的奇怪團體。對於在交通安全強化月間詩歌新人獎審査會中，半路飛進來的綿羊皮亞諾所念的詩，能夠充分理解，但詩充滿熱情只有委員長和美紀。
在港口透過皮亞諾、而知道美紀陷入靈感不足的困境。於是為了能讓美紀的靈感復活、於是要求奏等人說出戀愛的故事、但卻是一點效果都沒有。由於極度想要美紀的靈感能夠復活、而被酷洛米施上魔法讓他變身成詩歌邱比特。之後透過美樂蒂的力量讓美紀與皮亞諾使用出Ｗ詩歌攻擊而回復原狀。但反而讓委員長感謝酷洛米的魔法讓一切沒有白費、於是造成第一百個黑音符出現。

### 和藤崎真菜有關係者
鹽田會長（しおだ-）
（配音：日本→岩崎征實；香港→陳欣）
太田所上的「SIODA GYM」會長。口頭禪是「氣勢啦! 氣勢啦!」來為學生注入氣勢。過去在亞馬遜有過與巨大鱷魚格鬥的經驗。製作出以他為原型的宣傳品鬧鐘。父親為100歳。
教子（きょうこ）
（配音：日本→安達まり；台灣→郭馨雅）
真菜的阿姨。喜歡可愛的東西。一直想要真菜當個女孩子並且穿上可愛的服裝。選哥德蘿莉服當作禮物要送給她。
晴美（ハルミ）
（配音：日本→長谷川靜香；台灣→龍顯蕙）
教子的女兒、同樣喜歡可愛的東西。被認為是造成真菜討厭玩偶的禍首。在抓走美樂蒂時，被真菜用打沙包的氣勢來讓她還回來。
吉本徹（よしもと とおる）
（配音：日本→下崎紘史；香港→黃榮璋；台灣→李世揚）
9年前、真菜在大阪幼稚園的朋友。與來關西做修學旅行真菜相遇、但真菜對他外表和體型都像白山而感到失望。小時候相當調皮、夢想成為大阪老虎隊的選手、但由於他的現況加上父母太迷棒球，而因此討厭棒球。
在聽到真菜「希望他成為老虎隊選手」的願望後，酷洛米對真菜施上魔法。在甲子園「大阪老虎」對「東京巨人」的比賽中、賭上章魚燒而變成「美樂蒂章魚燒隊」對「下町怪獸隊」比賽。在比賽中美樂蒂隊逆轉勝而解除魔法、並且讓吉本對雙親發表「如果你們認真工作的話、我就會再次挑戰夢想」的宣言。

### 電影「傻瓜殿下春之助」
黑川導演（くろかわ ）
（配音：日本→木内秀信；台灣→李世揚）
電影「傻瓜殿下春之助」、「傻瓜殿下春之助 -壽司的逆襲-」的導演和日本電影界的巨匠。對參加選秀會的菊地，以「你沒有任何才華」而叫他回去。
突然、搬到夢野家隔壁、蓋了傻瓜殿下城。在為新作煩惱時，酷洛米突然出現、因為他想要得到在義大利的「金豬獎」的願望、於是被施上魔法成為攝影機。他讓演座敷童子的酷洛米擔任主角並且強迫讓小歌和美紀等人演出電影「怪奇屋 」、還讓雅彦・菊池穿著比基尼演出其中一幕、結果造成參加試映的惠一不快而拒絕投資這部電影。魔法騒動後，和梅平以及秘書鈴木加壽子（声：鮭延未可）一起搬到別的地方。之後、接受柊財團的投資、而正在籌拍了第三集「傻瓜殿下春之助 -封鎖日本橋」。另外擔任由上野彩主眼的恐怖電影「DODONKO」的導演。
梅平 拳（うめだいら けん） - ハルノスケ
（配音：日本→宮澤正；台灣→黃天佑）
電影春之助系列的主角。因為主要都是演出傻瓜殿下、所以臉都一直是白色。以「一、人心變化乃世間之常。二、覆水難收。三、醜男的嫉妒。就讓春之助來加以退散吧！」作為開場白。
因為能夠演出系列戲劇、而宣佈與黑川拆夥、但因為戲劇被收掉，而與黑川重修舊好、再次聯手拍攝新片。
町娘
（配音：日本→中村惠子、庄子裕衣；台灣→李明幸、謝佼娟）
叫春之助為「春大人」、總是跟隨在他的旁邊。在新作預告中，打扮成兔女郎模樣。

### 其他夢之丘市的人
雨宮 晴香（あまみや はるか）
（配音：日本→木村亞希子；香港→曾秀清；台灣→謝佼娟）
夢之丘的天氣主播，長相甜美，因為她而讓國王熱愛看電視。由於努力不夠，造成老是預測的結果會出現落差、還為此而向大家道歉。由於希望能夠預測準確，被酷洛米施上魔法變成雷神、在電視台引起暴風雪和閃電。後來被能力上昇的美樂蒂擊敗而回復原狀，並且下定決心重新學習。
飛鳥
（配音：日本→中村惠子；香港→許盈；台灣→李明幸）
斑鳩老師以前的同學和初戀情人。現在和卡車司機結婚。

## 美樂蒂的家人
- 祖父（配音：日本→西村知道；香港→盧國權；台灣→黃天佑）

經常含著烟，是個冒險家，夢想是環遊世界。
- 祖母（配音：日本→杉山佳壽子；香港→林丹鳳；台灣→龍顯蕙）

會說很多好聽的故事，編織很了得，Melody的紅色頭巾就是她造的。
- 爸爸（配音：日本→置鮎龍太郎；香港→潘文柏；台灣→李世揚）

喜歡到田裡研究如何種出漂亮的蔬菜，抱起人來相當有力，相當疼愛Melody和旋律。非常"尊敬"他的妻子。 曾跟美樂地說過:「比起總是稱讚你的人，會願意指正你的人才是更珍惜你的人(S2 Ep41)。」
- 媽媽（配音：日本→中川里江；香港→雷碧娜；台灣→劉凱寧）

擅長做菜，會烤非常好吃的餅乾。臉上總是帶著微笑，但是常常一開口就是毒舌，並時常跟美樂蒂分享戀愛方面的心得。 2022年原本要販售寫有美樂蒂媽媽台詞的西洋情人節商品，後引發日本許多網路民眾熱議而取消。
| 出現集數 | 內容                                                                       |
| -------- | -------------------------------------------------------------------------- |
| S1 Ep29  | 故意在女孩子面前談論另一個女孩子，那是沒有用的男人想引起注意時才會做的事。 |
| S1 Ep29  | 芙蘭多他當男朋友還可以，但可不能太認真喔。                                 |
| S1 Ep29  | (對小暮的評論)真沒用。                                                     |
| S1 Ep34  | 夫妻吵架，連狗都不想理喔。                                                 |
| S1 Ep34  | 女人的心，比秋天的天氣變化還要劇烈呢。                                     |
| S1 Ep34  | 新的戀情，是治療失戀的最佳良藥喔。                                         |
| S1 Ep40  | 大凶的籤比大吉少，從另一個角度來說，抽到大凶也算滿幸運的呢。               |
| S1 Ep43  | 那種失敗一兩次就垂頭喪氣的男生是最要不得的，愛上那種人就糟了。             |
| S1 Ep45  | 男女之間的事，旁人不應該插嘴喔。                                           |
| S1 Ep49  | 選朋友要謹慎，不然最後後悔的人是自己喔。                                   |
| S1 Ep49  | 男孩子口中的「總有一天我一定會......」是絕對不能信任的。                   |
| S2 Ep9   | 女人這種生物，看到越是無用的男人，就越無法放著不管。                       |
| S2 Ep11  | 如果遇到把女孩子心事直接說出口的男人，想揍就揍吧。                         |
| S2 Ep12  | 爸爸照顧田裡的蔬菜，而我照顧爸爸。                                         |
| S2 Ep13  | 所謂的男人啊，在自尊心受創的時候最是難受。                                 |
| S2 Ep27  | 越是不擅長談戀愛的男生，越自以為不說話的時候很帥。                         |
| S2 Ep34  | 越是沉浸於過去的男人，越無法期待他未來有所作為。                           |
| S2 Ep37  | 勝利是屬於主動出擊的人。美樂蒂爸爸回應道:「 射人先射馬，擒賊先擒王。」     |
| S2 Ep43  | 跟男生約會總是要從午餐開始，一開始就約晚餐是不行的喔。                     |
| S2 Ep49  | 女人的敵人永遠是女人。                                                     |

- 旋律（配音：日本→本城雄太郎；香港→何璐怡→曾佩儀；台灣→郭馨雅）

Melody的弟弟，無論何時總是幹勁十足，有點淘氣，跟Melody感情很要好。

## 第4季的新角色
- 星月綺羅羅（配音：田中麗奈；香港：鄭麗麗）

おねがい♪マイメロディ きららっ★的主角之一，為了向喜歡的佳藤前輩表白，而向流星許願，但許願時被國王阻礙了，從國王口中得知，馬里蘭樂園的流星比人間界行得慢，所以便到馬里蘭樂園，但是因為連接人類世界的喇叭被巴庫和國王撞毀 回不到人間界，極之討厭雞，起初討厭喜歡自己的天空王子(雞的形態)，也曾因天空王子看不起佳藤前輩而和他絕交，不過慢慢改變對天空王子的態度，和Melody是好朋友，擁有星之吊咀，協助天空王子尋找流星碎片，於第4季最後一集因為天空王子替她達成一個願望，而成功回到一年前的人類世界。回到人類世界後把Melody的相片放入星之吊咀，雖然還是沒有勇氣向前輩告白，不過打開吊咀看到Melody後便拿起幹勁，再次努力。
- 天空王子（配音：宮田幸季；香港：曹啟謙）

おねがい♪マイメロディ きららっ★的主角之一，是許願星樂園的王子，因為某些原因令他回不了原本的國家願望星，還因為巴庫所許願的「所有的美男都要在世界上消失」的邪惡願望，而令他變成一隻肥雞。有962位太子妃，個性十分自戀，自稱自己是「宇宙第一美少年」。喜歡活潑開朗的綺羅羅，但是綺羅羅不喜歡雞，很盡力討綺羅羅歡喜，亦經常呷綺羅羅喜歡的前輩醋，也叫綺羅羅不要放棄夢想。為了變回原來的樣子，待在馬里蘭樂園，收集流星碎片，在可羅米未遇上柊惠一前，就喜歡他（人類型態），Melody也喜歡他（雞形態），為了收集流星碎片而努力，最後成功收集足夠的流星碎片，變回原來的樣子。在最後向可羅米求婚，但可羅米知道她要做的是天空王子的第963位太子妃，所以就被可羅米拒絕。
- 拿達莉（配音：橘田泉[4]；香港：余欣沛→黃淑芬）

天空王子的秘書，於第16集因國王的「女僕願望」而去到馬里蘭樂園。
- 亞寶加道（配音：赤澤涼太；香港：陳廷軒、李致林（代配））

許願星樂園的大臣，於第30集去到馬里蘭樂園。
曾私自把綺羅羅的流星用來實現自己的願望(令馬里蘭樂園變成亞寶加道樂園)，因而變成螃蟹，最後被美少女夢想防衛戰士綺羅羅打敗。
- Cherry及Berry（配音：宮田幸季；香港：朱妙蘭（Cherry）、瀧本富士子；香港：袁淑珍（Berry））

おねがい♪マイメロディ きららっ★的旁白，是小刺蝟的好友，在第2話最後介紹裡首次登場，而每集也有他們的出現（旁白）。
- 巴庫十一郎（日本：澤城美雪→前田登（第51集及第52集）；香港：林元春）

巴庫的弟弟，於おねがい♪マイメロディ きららっ★出場。